# Hisao Ogawara
Hisao Ogawara (Japans: 小川原 久雄 Ogawara Hisao) (Saitama, 1929) is een Japans componist, muziekpedagoog en dirigent.
Ogawara werd na zijn muziekstudie leraar en instructeur aan een middelbare school. Hij is eveneens dirigent van de harmonieorkesten aan deze school. Als componist schreef hij verschillende werken voor dit medium. Het bekendste werk is ongetwijfeld zijn mars Step in the morning, die in 1963 verplicht werd gesteld tijdens de nationale wedstrijden voor harmonieorkesten.

## Composities

### Werken voor harmonieorkest
- Brilliant march
- Concertino Yuhonyumu
- March elegant
- Persian Market
- Polka Cycling
- Step in the morning, mars[1]  (was verplicht werk tijdens het concours van de landelijke federatie van harmonieorkesten in Japan in 1963)
- Symphonic Fragments for Band
- Three Preludes

## Media
1. ↑  Step in the morning door Sakuragi Junior High School Windband Oomiya Saitama o.l.v. Yuuiti Oomuro. Gearchiveerd op 30 juli 2023.